# العطر (مسلسل 2018)
العطر (بالإنجليزية: Perfume)‏ هو مسلسل تلفزيوني ألماني من إنتاج زي دي أف نيو تم عرضه في 14 نوفمبر 2018.المسلسل مبني على رواية العطر للكاتب باتريك زوسكيند ومن فيلم عطر: قصة قاتل للمخرج توم تيكوير لكن على عكس الرواية والفيلم تدور أحداث المسلسل في الوقت الحاضر.

## روابط خارجية
العطر (مسلسل 2018) على موقع IMDb (الإنجليزية)
- العطر (مسلسل 2018) على موقع روتن توميتوز (الإنجليزية)
- العطر (مسلسل 2018) على موقع نتفليكس (الإنجليزية)
- العطر (مسلسل 2018) على موقع كينوبويسك (الروسية)
- العطر (مسلسل 2018) على موقع قاعدة بيانات الفيلم (الإنجليزية)